# Titanic 666
Pour plus de détails, voir Fiche technique et Distribution.
Titanic 666, également connu sous le nom de Titanic 3, est un film d'horreur surnaturel américain, réalisé par Nick Lyon et produit par The Asylum, sorti en 2022. Il s’agit d’une suite de Titanic II (2010). Le film a pour vedettes Jamie Bamber et Keesha Sharp. Il est sorti sur Tubi aux États-Unis le 15 avril 2022, à l’occasion du 110e anniversaire du naufrage du Titanic. Le film a reçu des critiques généralement défavorables, et les utilisateurs sur les médias sociaux ont noté la similitude du film avec Titanic (1997) et Studio 666 (2022).

## Synopsis
Après avoir entrepris le voyage inaugural du Titanic 3, un groupe d’influenceurs numériques est entouré d’événements macabres.
Car les passagers, les employés et les membres de l'équipage vont faire face aux fantômes et à Idina Bess, qui est la descendance du capitaine Smith.

## Fiche technique
- Genre : horreur
- Interdit aux moins de 12 ans

## Distribution
- Keesha Sharp : capitaine Celeste Rhoades
- Jamie Bamber : le professeur Hal Cochran
- Lydia Hearst : Idina Bess
- AnnaLynne McCord : Mia Stone
- Joseph Gatt : Brian Andrews
- Jhey Castles : Julie
- Michael J. Chen : Parker
- Derek Yates : Jackson Stone
- Kendall Chappell : Regina
- Al Coronel : Hector
- Giovannie Espiritu : Nancy
- Xander Bailey : le fantôme du capitaine Edward Smith
- Brendan Petrizzo : le fantôme du violoniste Wallace Hartley
- Josh Costa : le fantôme du deuxième violoniste
- Brittany Daley : fantôme de Astor
- Sophie Jordan Collins : fantôme de Nancy
- Gigi Gustin : fantôme de la douche
- Jack Vandergriend : fantôme
- Seth Kelle : fantôme
- Dylan V. O'Brian : fantôme
- Eve Vice : fantôme

## Accueil

### Réception critique
Waldemar Dalenogare Neto l’a évalué avec une note de 1/10 et a déclaré que « celui qui le voit, ne le croit pas : The Asylum a réussi à se surpasser (...) Je savais déjà que c’était un mauvais film, la bande-annonce est déjà une honte (...) le mauvais goût quand il s’agit d’une tragédie (à l’occasion de l’anniversaire du naufrage du Titanic) (...) Ce n’est pas un film d’horreur, même si le titre peut vous amener à cette idée, ici vous avez en fait une grosse blague au prix d’effets graphiques extrêmement médiocres et d’un casting complètement perdu. »
Dans sa critique dans le magazine Paste, Matt Donato l’a noté 4/10 en disant que « alors que Netflix nourrit des aspirations aux Oscars pour ses créations originales, Tubi semble que le contenu soit l’équivalent en streaming de Syfy après minuit. (...) J’ai vu des films pires cette année que Titanic 666, mais aussi trop de meilleurs exemples (...) Contre toute attente, Titanic 666 est trop dramatique et droit pour son propre bien.
Sur Crooked Marquee, Josh Bell l’a classé comme un « C- » disant que « c’est une histoire de navire hanté lente et terne qui prend beaucoup trop de temps pour atteindre ses maigres terreurs. Lydia Hearst trouve le bon ton en tant que descendante de l’une des premières victimes du Titanic qui invoque leurs esprits pour maudire cette exploitation éhontée de leurs souvenirs, et AnnaLynne McCord est amusante à regarder en tant qu’influenceuse narcissique qui quitte le film trop tôt. Mais les fantômes eux-mêmes sont des apparitions apprivoisées et mal rendues, et le capitaine vaillant et dévoué (Keesha Sharp) en fait un protagoniste faible alors que le voyage dégénère de manière prévisible dans le chaos.